# 설지
"설지"는 2015년에 개봉한 대한민국의 영화이다.

## 캐스팅
- 다나 : 설지 역
- 강은탁 : 신웅 역
- 이미소 : 순영 역
- 공민정 : 방 작가 역
- 민복기 : 배 대표 역
- 류혜연 : 주연 역
- 박대규 : 박 PD 역
- 박웅희 : 붐맨 역
- 김준성 : 장동건 역
- 김중기 : 제주도 이장님 역
- 안영춘 : 평론가 역
- 김해정 : 지니 역
- 구본진 : 조감독 역